# Antichrist Superstar
Antichrist Superstar (ibland skrivet Antichrist Svperstar för att likna latin) är Marilyn Mansons andra studioalbum, och släpptes 8 oktober 1996. Albumet gjorde bandet mycket känt, och ledde till stora protester, till följd av den mycket hårda kritiken mot kristendomen som förs fram. Albumet producerades av Trent Reznor från Nine Inch Nails och bandets sångare, Marilyn Manson. Det har sålt 7,5 miljoner exemplar världen över.
Fyra singlar släpptes från albumet: "Antichrist Superstar", "The Beautiful People", "Tourniquet" och "Man That You Fear". Fem musikvideor släpptes också från albumet: "The Beautiful People", "Tourniquet", "Cryptorchid", "Antichrist Superstar" & "Man That You Fear". Låten "Dried Up, Tied and Dead to the World" var med på soundtracket till nyinspelningen av House of wax. Många kritiker anser detta albumet vara höjdpunkten av Marilyn Mansons karriär och albumet har gjort stora framgångar både hos fans och media. Låtarna "Irresponsible Hate Anthem", "Antichrist Superstar", "The Reflecting God" och "The Beautiful People" återfinns som liveversioner på Marilyn Mansons livealbum "The last tour on earth".

## Låtlista
| Nr  | Titel                                | Längd | Notering                      |
| --- | ------------------------------------ | ----- | ----------------------------- |
| 1.  | Irresponsible Hate Anthem            | 4:17  | Manson/Berkowitz/Gacy/Ramirez |
| 2.  | The Beautiful People                 | 3:38  | Manson/Ramirez                |
| 3.  | Dried Up, Tied and Dead to the World | 4:15  | Manson/Ramirez                |
| 4.  | Tourniquet                           | 4:28  | Manson/Berkowitz/Ramirez      |
| 5.  | Little Horn                          | 2:43  | Manson/Ramirez/Reznor         |
| 6.  | Cryptorchid                          | 2:43  | Manson/Gacy                   |
| 7.  | Deformography                        | 4:31  | Manson/Ramirez/Reznor         |
| 8.  | Wormboy                              | 3:56  | Manson/Berkowitz/Ramirez      |
| 9.  | Mister Superstar                     | 5:04  | Manson/Ramirez                |
| 10. | Angel With the Scabbed Wings         | 3:52  | Manson/Ramirez/Gacy           |
| 11. | Kinderfeld                           | 4:51  | Manson/Ramirez/Gacy           |
| 12. | Antichrist Superstar                 | 5:14  | Manson/Ramirez/Gacy           |
| 13. | 1996                                 | 4:01  | Manson/Ramirez                |
| 14. | Minute Of Decay                      | 4:44  | Manson                        |
| 15. | The Reflecting God                   | 5:36  | Manson/Ramirez/Reznor         |
| 16. | Man That You Fear                    | 6:10  | Manson/Ramirez/Gacy/Berkowitz |
| 17. | Untitled Bonus Track                 | 1.39  | Manson                        |

## Medverkande
- Marilyn Manson - Sång, Gitarr (låt 3, 11, 14), Panflöjt
- Twiggy Ramirez - Gitarr, Basgitarr
- Madonna Wayne Gacy - Keyboards
- Ginger Fish - Trummor, Programmering
- Zim Zum - Live Guitar Antichrist Superstar
- Trent Reznor - mellotron (6), gitarr (7, 9), piano (16)
- Daisy Berkowitz - gitarr (4, 9, 12)
- Sean Beavan - gitarr (2)
- Danny Lohner - gitarr (10, 15)
- Chris Vrenna - trummor (11)